# John Fiske (Medienwissenschaftler)
Stanford H. John Fiske (* 12. September 1939 in Bristol, Vereinigtes Königreich; † 12. Juli 2021) war ein britischer Medien- und Kulturwissenschaftler.
Mit seinen Aufsätzen und Büchern leistete John Fiske einen wichtigen Beitrag zur Medien- und Kulturwissenschaft; besonders populär wurden seine Texte über das Fernsehen sowie die Bücher über Populärkultur, Lesarten des Populären und Popkultur verstehen.
Fiske vertritt in seinen Schriften eine vergleichsweise radikale Betrachtungsweise der Popkultur, der – in Abgrenzung zum Beispiel zu Adornos Kulturindustrie-These – eine aktive Umdeutung seitens der Konsumenten bescheinigt wird, so dass z. B. Fernseh-, Popmusik- oder Markenartikel-Konsumenten im Spiel um kulturelle Bedeutungen als aktive und produktive Mitspieler betrachtet werden müssen; selbst im bloßen Konsum wird eine aktive Beteiligung sowie ein gewisses „subversives Potenzial“ gesehen.

## Leben
1963 erhielt Fiske den Bachelor of Arts mit Auszeichnung an der Universität Cambridge. 1967 folgte an der gleichen Universität der Master of Arts.
Von 1977 bis 1981 war er Prüfungsvorsitzender für Medien- und Kommunikationsfächer für O-Level und CSE des Welsh Joint Examination Council. Von 1979 bis 1981 war er Berater im Prüfungsausschuss in London für „Advanced Level Communication“ und später als Prüfer in unterschiedlichen Gremien an verschiedenen Universitäten in Großbritannien und Australien (Curtin University) tätig.
Ab dem Jahr 1982 war Fiske Mitglied in diversen Kommunikations- und Wissenschaftsverbänden vor allem in Australien. Seit 1987 war er Professor im Fachbereich Kommunikationswissenschaft an der University of Wisconsin–Madison. Die Emeritierung erfolgte im Jahr 2000. Gemeinsam mit seiner Ehefrau Lisa Freeman hat er seitdem einen Antiquitätenhandel betrieben.
Fiske verstarb im Juli 2021 an Komplikationen nach einer Herzoperation im Alter von 81 Jahren.

## Zitat
„Nachrichten haben, zumindest potentiell, alle Elemente der Popularität schon eingebaut; sie kämpfen dagegen, um einer Ideologie der Professionalität zu entsprechen.“

„John was a towering figure in media studies, a warm and good-natured colleague, and an inspiring teacher. He transformed the television division of our department at Madison into a vigorous enterprise studying media culture in all its forms. His gift to the field and to my university is incalculable; dozens of graduate students benefited from his passion and wide-ranging knowledge.“

## Werke
- 1978: mit J. Hartley Reading Television
- 1982: Introduction to Communication Studies
- 1983: mit O’Sullivan, Hartley, Saunders Key Concepts in Communication
- 1987: mit R. Hodge und G. Turner, Myths of Oz: Readings in Australian Popular Culture
- 1987: Television Culture
- 1988: Winner of the Choice Outstanding Academic Title award
- 1989: Reading the Popular und Understanding Popular Culture
- 1993: Power Plays, Power Works
- 1994: Media Matters
- 1996: Popkultur, Verstehen
- 2000: Lesarten des Populären